# Синдзё (княжество)
Княжество Синдзё (яп. 新庄藩 Синдзё-хан) — феодальное княжество (хан) в Японии периода Эдо (1622—1871). Синдзё-хан располагался в провинции Дэва (современная префектура Ямагата) на острове Хонсю.

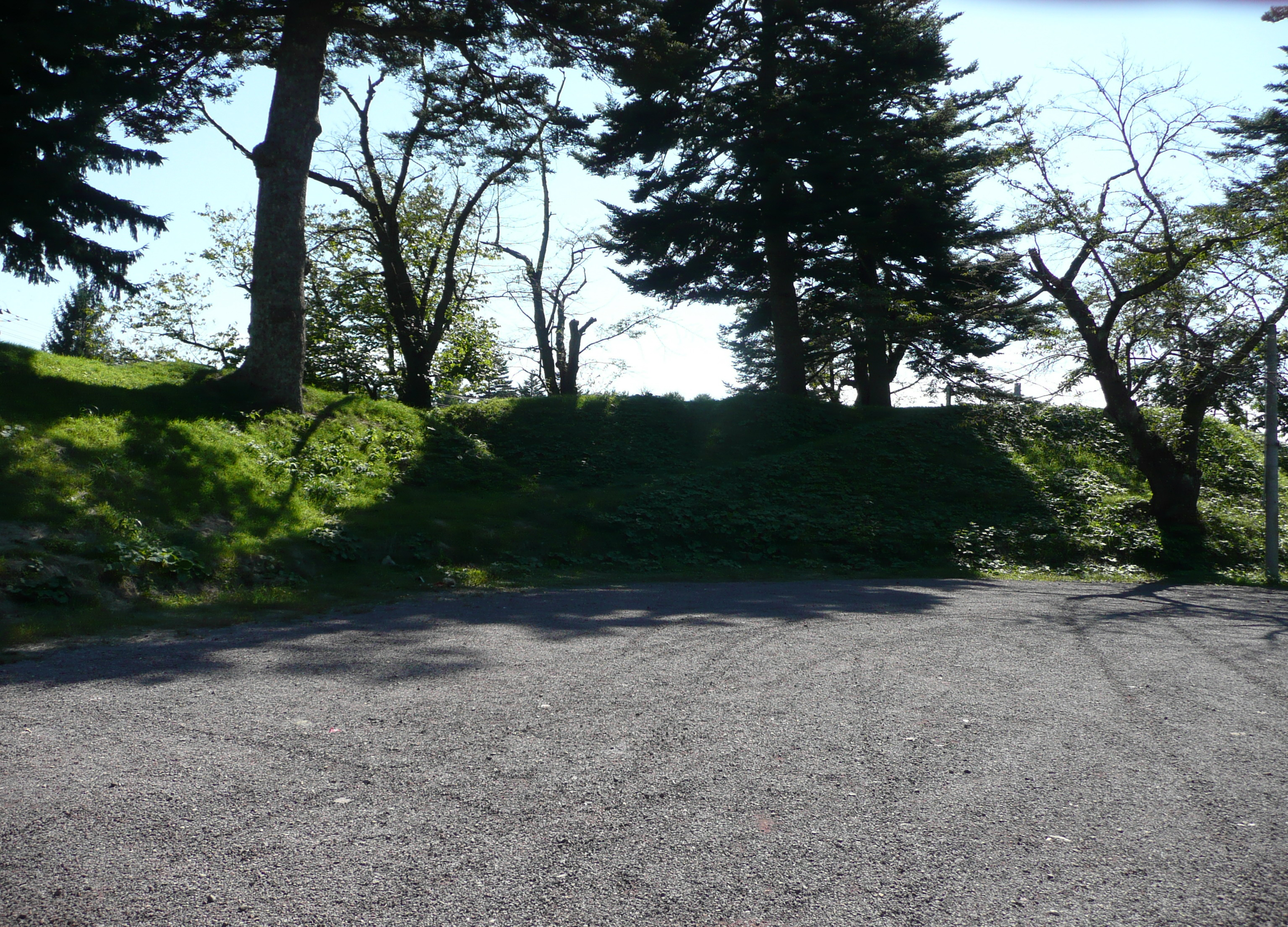
Стены замка Синдзё, административного центра княжества Синдзё

Административный центр хана: Замок Синдзё в провинции Дэва (современный город Синдзё, префектура Ямагата).

## История
В период Сэнгоку большая часть провинции Дэва находилась под контролем мощного рода Могами. Могами основал дочерний домен с центром в замке Саканобэ, где правил род Онодера (в настоящее время — Мамурогава в провинции Ямагата). В 1622 году сёгунат Токугава лишил клан Могами его владений, причем большую часть поместий получил род Сатакэ, которые были переведены из провинции Хитати в новый домен — Кубота-хан.
Тодзава Мориясу, небольшой даймё из Какунодатэ в провинции Дэва, служил Тоётоми Хидэёси в битве при Одавара в 1590 году. Его сын Тодзава Масамори (1585—1648) сражался на стороне Токугава Иэясу в битве при Сэкигахаре (1600), в 1602 году был повышен до статуса даймё (4 000 коку риса) и получил во владение домен Хитати-Мацуока в провинции Хитати. В 1622 году, когда род Могами был лишен родовых владений, сёгунат Токугава перевел Тодзава Масамори из провинции Хитати в новый домен Синдзё-хан и увеличил его доход до 60 000 коку риса. Потомки Тодзава Масамори управляли этим княжеством в течение 11 поколений до Реставрации Мэйдзи.
В 1625 году в связи с расширением рисовых полей официальный доход Синдзё-хана был увеличен до 68 200 коку. Тодзава Масамори скончался в 1648 году, его сын и преемник, Тодзава Масанобу (1640—1722) управлял в течение следующих 60 лет, обеспечив своему княжеству стабильность и процветание. В период Гэнроку фактический доход Синдзё-хана был оценен в 132 000 коку, а численность населения приблизилась к 60 000 человек. Тем не менее, в конце правления Масанобу и при его сыне Масацунэ княжество сильно страдало от слабого налогообложения и фискальной политики, а также частных неурожаях в периоды Хоэй, Тэммэй и Тэмпё. Начиная с Тодзава Масанобу, 5-го даймё, до Тодзава Масаёси, 10-го даймё, княжество пыталось проводить политику жесткой экономии бюджетных средств, а также вводились новые источники дохода (такие как шелководство)
Во время Войны Босин Синдзё-хан первоначально вступил в Союз Саттё, но позднее примкнул к Северному союзу. Тем не менее после перехода Кубота-хана на сторону императорского правительства Мэйдзи Синдзё-хан последовал его примеру. Соседний Сонай-хан, возмущенный изменой, отправил своё войско на Синдзё-хан и после ожесточенного боя разрушил замок Синдзё и большую часть окружающего замок города. Тодзава Масадзанэ, 11-й даймё Синдзё-хана, бежал в замок Кубота, где провел 70 дней, пока его княжество не было освобождено силами, верными новому правительству Мэйдзи.
2 июня 1869 году императорское правительство пожаловал даймё Синдзё-хана 15 000 коку риса. Тем не менее, позднее в том же месяце, правительство издало указ, отменяющий систему ханов. Синдзё-хан был ликвидирован и включен в префектуру Ямагата в июле 1871 года.

## Список даймё
- Род Тодзава (фудай-даймё) 1622—1871

| #  | Имя и годы жизни                             | Годы правления | Титул                    | Ранг                         | Кокудара              |
| -- | -------------------------------------------- | -------------- | ------------------------ | ---------------------------- | --------------------- |
| 1  | Тодзама Масамори (1585-1648) (яп. 戸沢政盛)  | 1622-1648      | Укё-но-сукэ (右京亮)     | Пятый нижний (従五位下)      | 60,000 коку           |
| 2  | Тодзава Масанобу (1640-1722) (яп. 戸沢正誠)  | 1650-1710      | Кодзукэ-но-сукэ (上総介) | Пятый нижний (従五位下)      | 68,200 коку           |
| 3  | Тодзава Масацунэ (1664-1741) (яп. 戸沢正庸)  | 1710-1737      | Кодзукэ-но-сукэ (上総介) | Пятый нижний (従五位下)      | 68,200 коку           |
| 4  | Тодзава Масакацу (1719-1745) (яп. 戸沢正勝)  | 1737-1745      | Кодзукэ-но-сукэ (上総介) | Пятый нижний (従五位下)      | 68,200 коку           |
| 5  | Тодзава Масанобу (1720-1765) (яп. 戸沢正諶)  | 1745-1765      | Кодзукэ-но-сукэ (上総介) | Пятый нижний (従五位下)      | 68,200 коку           |
| 6  | Тодзава Масатада (1758-1780) (яп. 戸沢正産)  | 1765-1780      | Кодзукэ-но-сукэ (上総介) | Пятый нижний (従五位下)      | 68,200 коку           |
| 7  | Тодзава Масасукэ (1761-1786) (яп. 戸沢正良)  | 1780-1786      | Кадзукэ-но-сукэ (主計頭) | Пятый нижний (従五位下)      | 68,200 коку           |
| 8  | Тодзава Масатика (1757-1796) (яп. 戸沢正親)  | 1786-1796      | Кодзукэ-но-сукэ (上総介) | Пятый нижний (従五位下)      | 68,200 коку           |
| 9  | Тодзава Масатанэ (1793-1858) (яп. 戸沢正胤)  | 1796-1840      | Укё-но-сукэ (右京亮)     | Пятый нижний (従五位下)      | 68,200 коку           |
| 10 | Тодзава Масаёси (1813-1843) (яп. 戸沢正令)   | 1840-1843      | Ното-но-ками (能登守)    | Пятый нижний (従五位下)      | 68,200 коку           |
| 11 | Тодзава Масадзанэ (1833-1896) (яп. 戸沢正実) | 1843-1871      | Кодзукэ-но-сукэ (上総介) | Четвертый (従四位下), виконт | 68,200 -->83,200 коку |